# Lecane acus
Lecane acus är en hjuldjursart som först beskrevs av Harry K. Harring 1913.  Lecane acus ingår i släktet Lecane och familjen Lecanidae. Arten är reproducerande i Sverige. Inga underarter finns listade i Catalogue of Life.